# Reumont
Reumont település Franciaországban, Nord megyében. Lakosainak száma 341 fő (2022. január 1.). Reumont Troisvilles, Bertry, Le Cateau-Cambrésis, Honnechy és Maurois községekkel határos.

## Népesség
A település népessége az elmúlt években az alábbi módon változott:
| Lakosok száma | 386  | 371  | 377  | 363  | 358  | 352  | 347  | 343  | 341  |
|               | 2013 | 2015 | 2016 | 2017 | 2018 | 2019 | 2020 | 2021 | 2022 |